# دوبرجه
دوبرجه روستایی در فاصله ۵ کیلومتری از شهر شوقان از توابع شهرستان جاجرم در خراسان شمالی قرار دارد. زبان رایج این روستا تاتی است و اکثر مردم که اصالت دوبرجه‌ای دارند به زبان تاتی صحبت می‌کنند.
۸۵ درصد مردم این روستا با سواد هستند.

## موقعیت
روستای دوبرجه در فاصله ۵ کیلومتری از شهر شوقان از توابع شهرستان جاجرم در خراسان شمالی قرار دارد. فاصله این روستا از شهرستان بجنورد مرکز استان خراسان شمالی ۷۰ کیلومتر است.این روستا دارای آب هوای نسبتاً کوهستانی می‌باشد.در فصول بهار و تابستان معتدل و در پاییز و زمستان بسیار خنک می‌باشد.و همین امر باعث شده تا در این روستا درختان و گیاهان مقاوم به سرما سازگاری خوبی نسب به آن حوالی داشته باشند.به دلیل تغییرات آب هوایی در دهه های اخیر سبب شده تا باغداران و کشاورزانی که در این روستا به کشت و پرورش درختان میوه نظیر زردآلو خصوصاً درختان و گیاهانی که محصولات بهاره تولید می کنند دچار سرمازدگی شده و سبب میشود تا خسارات اقتصادی به باغداران و کشاورزان تحمیل شود.

## محصولات
اکثر محصولات کشاورزی مناطق سردسیر در این روستا به عمل می‌آید. از جمله آن‌ها می‌توان به آلو، زرد آلو، سیب، گلابی، هلو، توت، انگور، گیلاس و از صیفی جات نیز به گوجه فرنگی، خیار، بادمجان و… اشاره کرد. گندم و جو و سایر غلات نیز در این روستا تولید می‌شوند.

## امکانات
این روستا شامل آب شرب، برق، تلفن، خانه بهداشت، پست بانک، می‌باشد که طرح گازرسانی ان در دست اقدام است.
منابع تأمین آب کشاورزی در این روستا در گذشته از طریق قنات بوده ولی اکنون آب مورد نیاز از طرق چاه عمیق و نیمه عمیق تأمین می‌شود.